# Anetia jaegeri
Anetia jaegeri е вид пеперуда от семейство Nymphalidae. Видът е почти застрашен от изчезване.

## Разпространение
Разпространен е в Доминиканска република, Хаити и Ямайка.